# 자연변증법
《자연변증법》(독일어: Dialektik der Natur)은 프리드리히 엥겔스가 1883년 작성한 미완성 유고이다. 내용은 변증법적 유물론을 자연과학에 적용하는 문제를 비롯한 여러 가지 마르크스주의적 아이디어들을 다루고 있다.
생물학자 J. B. S. 홀데인이 1939년 출판된 판본에 서문을 쓰고 거기서 말하기를, “원고 대부분은 1872년과 1882년 사이에 작성된 것 같으며, 즉 여기서 거론되는 과학”이란 그 당대의 과학을 말하는 것이다. “때문에 그 당시의 과학활동 수행에 대한 역사적 지식이 없으면 내용을 따라가기 힘들 수 있다. 오늘날 에너지 보존이라고 불리는 개념이 이제 막 물리학, 화학, 생물학에 스며들기 시작하던 시절이었고, 그 개념은 불완전하게 이해되었으며 더욱 불완전하게 적용되었다. 오늘날 에너지라는 용어가 사용되어야 할 자리에 ‘힘’, ‘운동’, ‘활력’ 등의 단어들이 사용되고 있다.” 엥겔스의 시절에는 논란의 대상이었던 이론, 또는 불완전하거나 틀린 것으로 취급받던 이론들이 오늘날 공고히 인정받는 경우가 많고, 때문에 엥겔스의 논고 중 일부는 시대에 뒤떨어졌다.
예컨대 《자연변증법》에서 거론되는 “법칙” 중에는 “양을 질과 활력으로 전환시키는 법칙”이라는 것이 있다. 엥겔스는 물이 온도가 높아지면 기체가 되는 것을 비롯한 여러 화학적 예시들을 가지고 드는데, 오늘날의 과학에서 이러한 과정은 법칙이 아니라 상전이라 한다. 엥겔스는 이러한 메커니즘을 사회 구조의 변화가 인구 증가를 가져오는 등의 사회 현상에 적용하려고 시도했다.
변증법은 독일 철학자 게오르크 빌헬름 프리드리히 헤겔에서 유래된 것이며 헤겔은 그리스 철학자 헤라클레이토스를 공부했다. 헤라클레이토스는 세상 만물은 계속 변화하며, 만물은 낮과 밤, 빛과 어둠, 삶과 죽음 같은 서로 반대되는 양극단 요소 한 쌍으로 이루어졌다고 생각했다.
엥겔스는 《반뒤링론》에서 썼던 과학에 관한 생각들을 보다 발전시켜 《자연변증법》에 기록했는데, 이 원고 중에는 유명한 〈원숭이의 인간화에 있어서 노동의 역할〉도 있다. 여기서 엥겔스는 인간의 손과 뇌가 함께 진화했다고 주장했으며, 이는 후대에 화석 발견을 통해 지지받는다.

## 같이 보기
- 자연철학
- 변증법적 유물론